# Parc de Lacroix-Laval
Pour les articles homonymes, voir Lacroix.

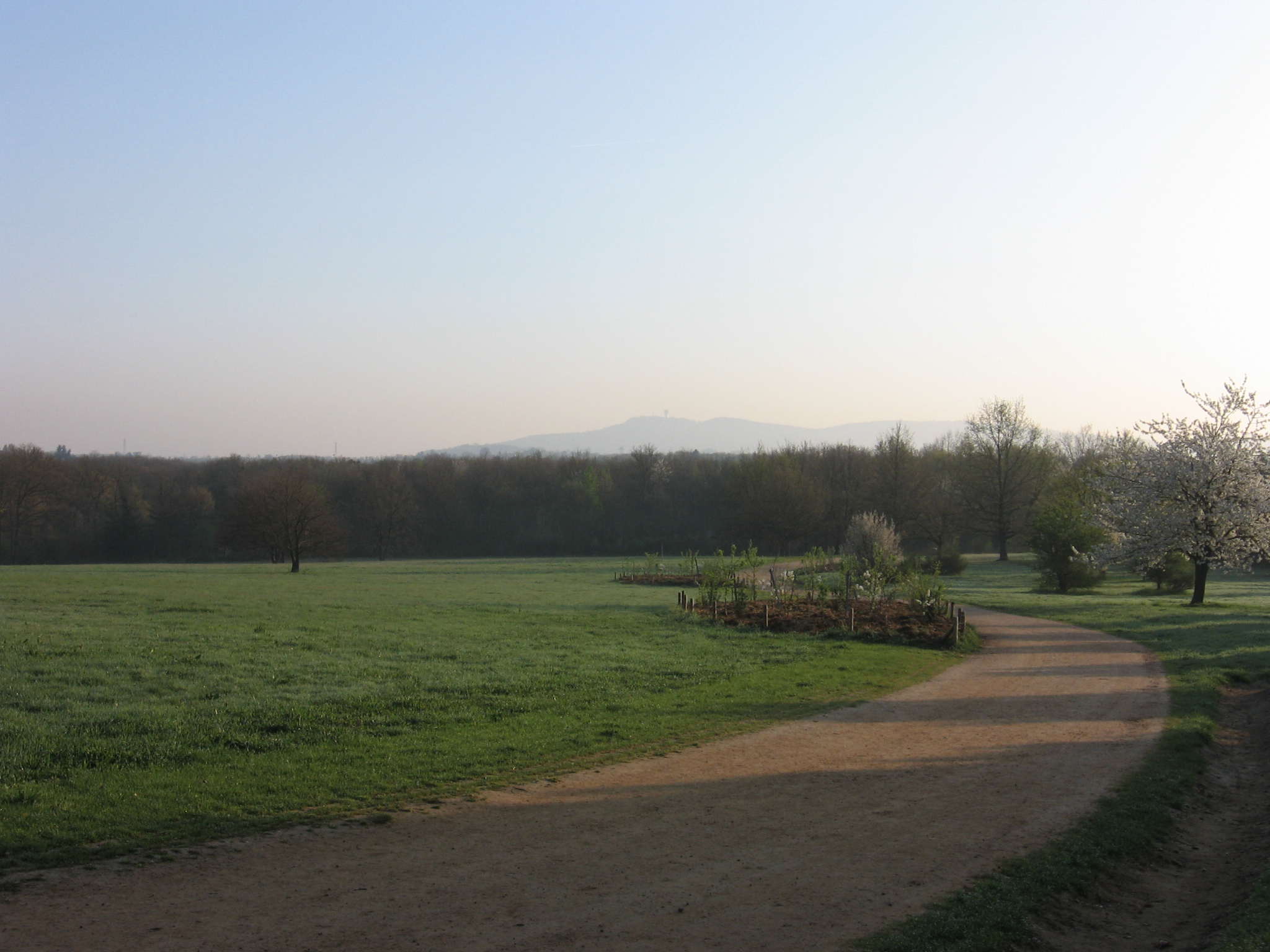
Parc de Lacroix-Laval

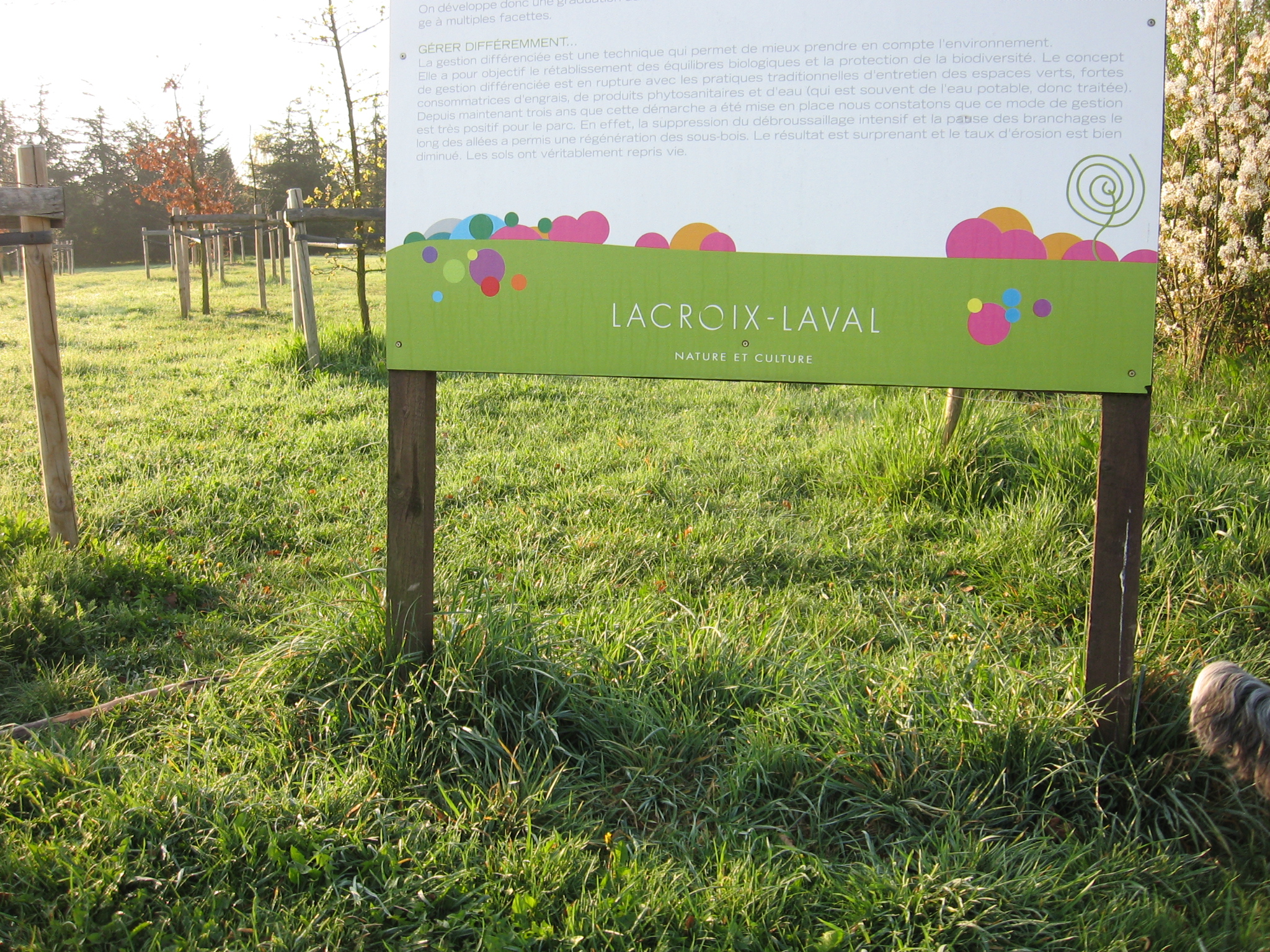
Lacroix-Laval

Le domaine de Lacroix-Laval est un espace vert aménagé situé à Marcy-l'Étoile, commune du Grand Sud-Est français et de la banlieue ouest de Lyon, située aux pieds des monts du Lyonnais, dans la collectivité à statut particulier de la métropole de Lyon, en région Auvergne-Rhône-Alpes.

## Situation
Ouvert au public en 1985 par le département du Rhône, ce domaine est entièrement situé sur le territoire de la commune de Marcy-l'Étoile (mais riverain des communes de Charbonnières-les-Bains et de La Tour-de-Salvagny), sur une superficie de 115 hectares partiellement boisés. Son parcours invite à la découverte des différentes espèces végétales du parc.
Le domaine renferme entre autres un château, qui a abrité jusqu'en 2007 une importante collection de poupées.
L'institut National du Travail, de l'Emploi et de la Formation Professionnelle (INTEFP) est également situé au sein du domaine.
Depuis le 1er janvier 2015, le domaine de Lacroix-Laval est rattaché à la métropole de Lyon.

## Notes et références

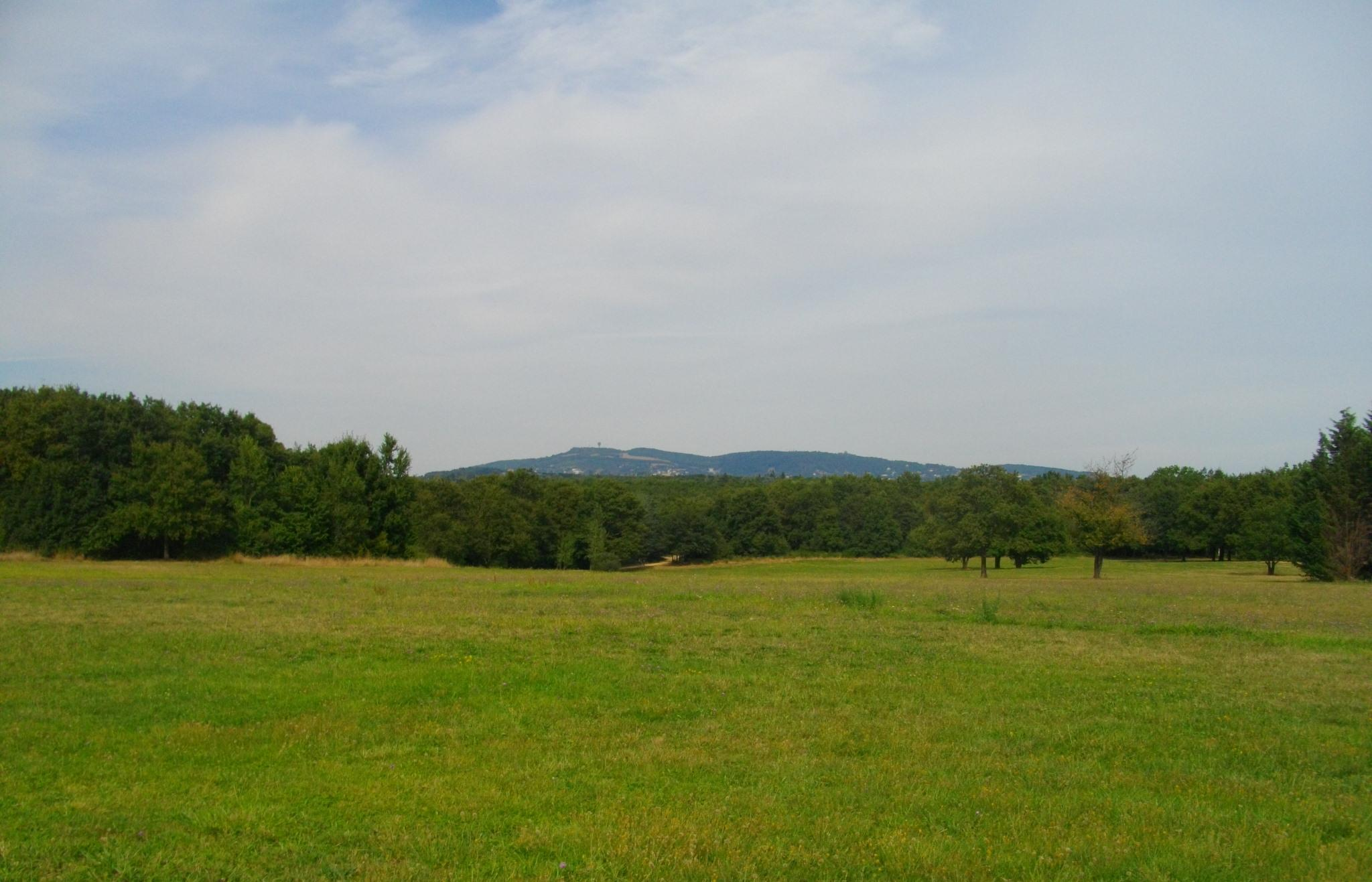
Vue sur le Mont d'Or lyonnais depuis le Domaine de Lacroix-Laval.